# ساندرا ارمیدا مونیئس
ساندرا اِرمیدا مونیئس (اسپانیایی: Sandra Hermida Muñiz‎؛ زادهٔ ۲۲ ژوئیهٔ ۱۹۷۲) تهیه‌کننده فیلم و مدیر تولید اهل اسپانیا است. وی از سال ۱۹۹۸ میلادی تاکنون مشغول فعالیت بوده‌است.
از فیلم‌هایی که وی در آن‌ها نقش داشته‌است، می‌توان به بی‌گناه، یتیم‌خانه، فیلم اسپانیایی، بیوتیفول، غیرممکن، اوج، ربات‌های یاغی، هیولایی فرا می‌خواند و مهمان نامرئی اشاره نمود.
همچنین برندهٔ جوایزی همچون جایزه گویا و جایزه گائودی شده‌است.